# 张明俊 (1930年)
张明俊（1930年3月—），男，福建连江人，中华人民共和国政治人物，曾任中共泉州市委书记，福建省人大常委会副主任，第七届全国人大代表。